# Collisions d'oiseaux sur les vitres
 (avril 2024).

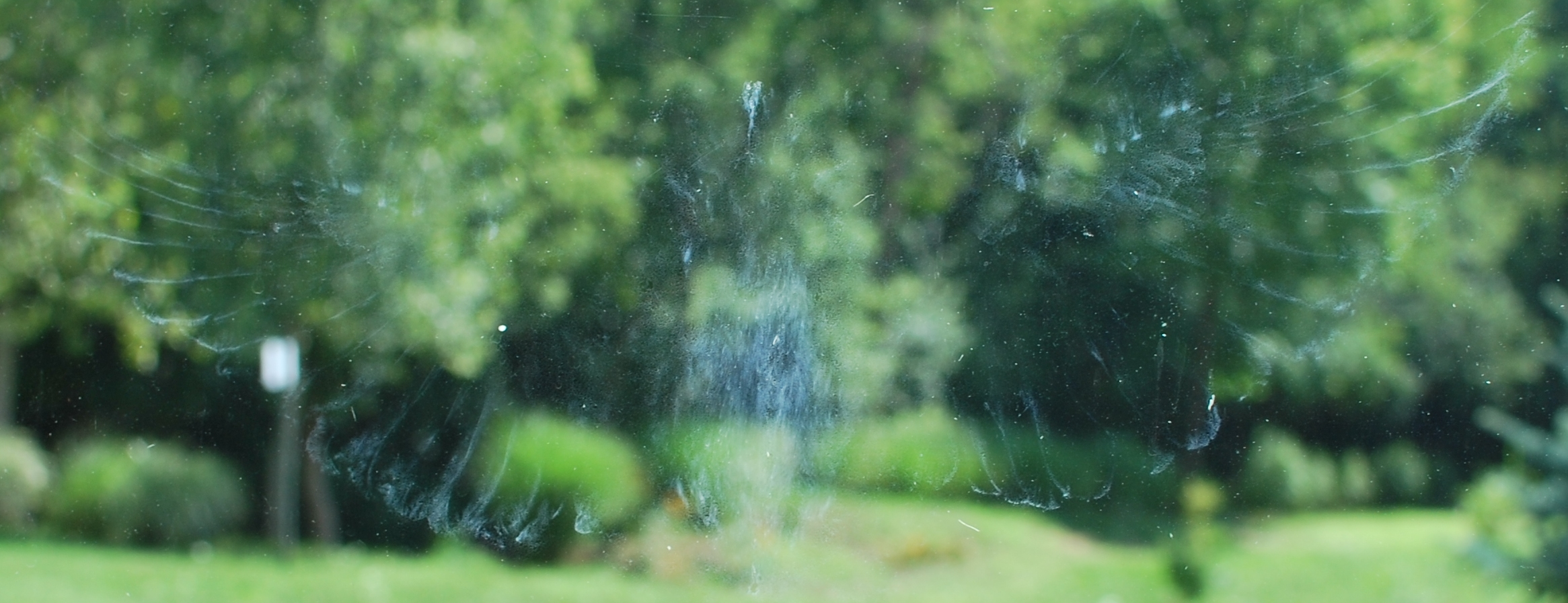
Empreinte laissée après l'impact d'un oiseau sur une vitre

Les collisions d'oiseaux sur les vitres constituent une source importante de mortalité aviaire d'origine anthropique. Ce phénomène s'explique par le fait que les oiseaux n'identifient pas systématiquement les vitres comme des obstacles, et peuvent se cogner violemment contre elles. Le choc est généralement fatal, et peut laisser des lésions internes ou externes (hémorragie, etc.) compromettant la survie de l'animal[réf. souhaitée].
On estime à environ un milliard le nombre d'oiseaux qui meurent à la suite de collisions avec des surfaces vitrées par an en Amérique du Nord.[réf. nécessaire]

## Causes
Les oiseaux peuvent entrer en collision sur les vitres en raison de la transparence de celles-ci, qui les rend peu ou pas visibles. Les vitres peuvent également refléter l'environnement, les oiseaux peuvent donc s'en approcher en pensant aller vers un arbre ou s'envoler vers le ciel. La perte d'habitats naturels par l'artificialisation des sols, et plus particulièrement pour la construction de bâtiments recouverts de vitres, augmente les risques que ces collisions se produisent. Les lumières artificielles peuvent également désorienter les oiseaux qui se dirigent la nuit en suivant les étoiles.

## Prévention et soin
La mortalité aviaire induite par les vitres est un sujet particulièrement abordé par les groupes de protection de la vie sauvage et en particulier des oiseaux. Ceux-ci donnent des conseils aux particuliers et professionnels[De quoi ?] afin de limiter les risques de collision et prendre soin des oiseaux blessés.
Certains oiseaux sont capables de voir le rayonnement ultraviolet, permettant d'envisager l'application d'une peinture capable de refléter les rayons ultraviolets pour les rendre visibles. Cependant, le produit doit être renouvelé régulièrement, n'est pas visible par toutes les espèces d'oiseaux, et reflète mal la lumière le matin lorsque les collisions sont les plus fréquentes, réduisant son intérêt. Des films avec motifs peuvent être efficaces, à condition que l'écart entre les motifs soit faible. L'extinction de l'éclairage des bâtiments permet de diminuer les risques que les oiseaux soient attirés par la lumière et entrent en collision avec leurs vitres.
Il est recommandé de placer un oiseau blessé dans un carton percé, entouré d'un tissu épais, au calme, sans le nourrir, et d'appeler le centre de sauvegarde le plus proche afin qu'il puisse le prendre en charge ou conseiller de le relâcher selon le cas[réf. souhaitée].